# デビッド・ボグス
デビッド・ボグス (David Reeves Boggs、1950年 - 2022年2月19日) は、インターネットプロトコル、ファイルサーバー、ゲートウェイ、ネットワーク・インターフェイス・カード の初期のプロトタイプを開発し、ロバート・メトカーフらとともに、ローカルエリアコンピュータネットワークのための最も一般的な技術ファミリーであるイーサネットを共同発明した米国の電気・無線技術者である。

## バイオグラフィー
ボグスは、1968年にワシントンDCのウッドロウ・ウィルソン高校 (英語版) を卒業し、その後プリンストン大学に通い、1972年に電気工学の学士号を取得した。その後、彼はゼロックスPARCの研究スタッフに加わり、ロバート・メトカーフがPARCシステムグループのためにインターフェイス・メッセージ・プロセッサのインタフェースをデバッグしているときに出会った。ボグスはアマチュア無線オペレータとしての経験が豊富であったので、メトカーフの理論とラジオ放送技術との類似性を認識し、彼のプロジェクトに参加した。エコノミスト誌によると、「2人はイーサネットを共同発明し、メトカーフ氏がアイデアを生み出し、ボグス氏がシステムの構築方法を考え出した」とのことである。
1973年を通じて、彼らはゼロックスAltoの先駆的なパーソナル・コンピュータ用にいくつかのイーサネット・インタフェースを構築した。1975年3月31日、ゼロックスは、メトカーフ、ボグス、チャック・サッカー、バトラー・ランプソンを発明者としてリストアップした特許出願を行った。1976年、執筆から18ヶ月を経て、イーサネットの画期的な論文である「イーサネット：ローカルコンピュータネットワーク用の分散パケット交換」を発表した。これは、Communications of the ACM (英語版) の25周年記念特別号に転載された。彼は1976年6月の全米コンピュータ会議での講演用のスライドを、広く再現されたイーサネット用語のメトカーフのスケッチから作成した。オリジナルのプロトタイプ回路は、現在、スミソニアン協会のアメリカ歴史博物館に展示されている。
ゼロックス在籍中、ボグスはスタンフォード大学の大学院にも通い、1973年に修士号を、1982年には電気工学の博士号を取得した。彼の論文は「インターネット放送」(Internet Broadcasting)であった。この概念は、同じくスタンフォード大学のスティーブ・ディアリングによってIPマルチキャストに拡張された。1988年に、彼は、IEEE Computer Societyの技術功労賞を受賞し、Association for Computing Machineryのフェローでもある。ボグスは、TCP/IPとほぼ同時期に開発されたPARC Universal Packetアーキテクチャの開発に携わった。
ボグスは、ゼロックスを離れた後、ディジタル・イクイップメント・コーポレーション ウエスタン・リサーチ・ラボラトリー(DECWRL)で「Titan」プロジェクトに従事した。ボグスは、Ron CraneとともにLAN Media Corporation (LMC)を共同設立し、シリコンバレー地域でコンサルタントとして働いた。LMCは2000年7月にSBE Incorporatedに買収された。SBEは2007年にNeonodeに買収された。